# Johan Fex

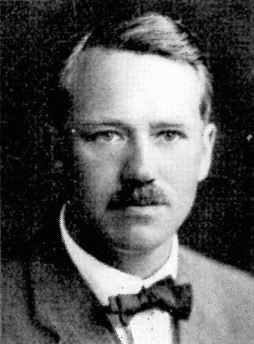
Johan Fex.

Johan William Fex, född 25 mars 1887 i Lerhamn, Brunnby församling, Malmöhus län, död 13 juni 1974 i Bollebygd, var en svensk läkare. Han var bror till Filip Fex.
Fex, som var son till sjökapten Anders Fex, avlade studentexamen i Helsingborg 1907 samt medicine kandidat 1910, medicine licentiat 1915 och medicine doktor 1920, allt vid Lunds universitet. Han var t.f. amanuens vid medicinska kliniken i Lund två månader 1913, amanuens i bakteriologi där oktober 1913–juni 1914, dito i patologi där september 1914–november 1915, e.o. amanuens i rättsmedicin där februari 1914–november 1915, assistent i patologi i Lund december 1915–december 1917, biträdande lärare i patologi januari 1918–december 1919 och extra läkare vid avdelningen för smittosamma könssjukdomar där tre månader 1920. Han var biträdande läkare vid Holtermanska sjukhuset i Göteborg maj–augusti 1920, amanuens vid Sankt Görans sjukhus i Stockholm september 1920–juli 1921, underläkare där juli 1921–januari 1923, biträdande läkare vid Holtermanska sjukhuset 11 månader 1923 och överläkare där 1924–1952. Han skrev ett antal artiklar med biologiskt-kemiskt innehåll.